# Lobatolampea tetragona
Lobatolampea tetragona är en kammanetart som beskrevs av Horita 2000. Lobatolampea tetragona ingår i släktet Lobatolampea och familjen Lobatolampeidae. Inga underarter finns listade i Catalogue of Life.